# Шаронов, Евгений Иванович
Евгений Иванович Шаронов (XIX век — после 1917) — крупный таганрогский помещик.

## Биография
Отец Евгения Ивановича Шаронов — Иван Иванович Шаронов, богатый таганрогский купец, был уважаемым человеком: в 1882 году его избрали попечителем начального училища. Умер он в 1903 году. На Старом кладбище в Таганроге до сих пор стоит небольшой памятник из шлифованного чёрного мрамора с надписью «До радостнаго свиданія!».
В 1912 году Е. И. Шаронов построил для своей дочери Марии в Таганроге по проекту академика архитектуры Ф. О. Шехтеля знаменитый дом в стиле модерн, самый красивый дом Таганрога. Здание принадлежало Е. И. Шаронову недолго, до революции 1917 года. В настоящий момент в нём располагается Музей градостроительства и быта.
Имел поместье в селе Ряженое.